# Regeringen Karjalainen II
Regeringen Karjalainen II var Republiken Finlands 53:e regering dit ursprungligen fem partier ingick: Centerpartiet, SDP, Svenska folkpartiet, Liberala folkpartiet och DFFF. Våren 1971 lämnade DFFF regeringen och SDP övertog dess tre ministerposter. Ministären regerade från 15 juli 1970 till 29 oktober 1971.
Den internationella ekonomiska recessionen ledde till ekonomiska problem även i Finland. Regeringen höjde räntenivån och beskattningen av importvaror. Relationerna mellan Centerpartiet och SDP försämrades på grund av oenigheterna dem emellan gällande den ekonomiska politiken i kombination med lantbruksproducenternas krav på prishöjningar. President Urho Kekkonen utlyste nyval då han ansåg regeringssamarbetet ha strandat.
| Minister                                                                                     | Ämbetsperiod                                                  | Parti         |
| -------------------------------------------------------------------------------------------- | ------------------------------------------------------------- | ------------- |
| Statsminister Ahti Karjalainen Veikko Helle, ställföreträdare                                | 15.7.1970–29.10.1971 15.7.1970–29.10.1971                     | Centern SDP   |
| Minister i statsrådets kansli Olavi J. Mattila                                               | 16.9.1970–29.10.1971                                          | opolitisk     |
| Utrikesminister Väinö Leskinen                                                               | 15.7.1970–29.10.1971                                          | SDP           |
| Minister i utrikesministeriet Olavi J. Mattila                                               | 16.9.1970–29.10.1971                                          | opolitisk     |
| Justitieminister Erkki Tuominen Mikko Laaksonen Jacob Söderman                               | 15.7.1970–26.3.1971 26.3.1971–30.9.1971 1.10.1971–29.10.1971  | DFFF SDP      |
| Inrikesminister Artturi Jämsén Eino Uusitalo                                                 | 15.7.1970–28.5.1971 28.5.1971–29.10.1971                      | Centern       |
| Minister i inrikesministeriet Mikko Laaksonen Jacob Söderman                                 | 26.3.1971–30.9.1971 1.10.1971–29.10.1971                      | SDP           |
| Försvarsminister Kristian Gestrin                                                            | 15.7.1970–29.10.1971                                          | SFP           |
| Finansminister Carl Olof Tallgren                                                            | 15.7.1970–29.10.1971                                          | SFP           |
| 2:a finansminister Valto Käkelä                                                              | 15.7.1970–29.10.1971                                          | SDP           |
| Undervisningsminister Jaakko Itälä                                                           | 15.7.1970–29.10.1971                                          | LFP           |
| 2:a undervisningsminister Meeri Kalavainen                                                   | 15.7.1970–29.10.1971                                          | SDP           |
| Jordbruksminister Nestori Kaasalainen                                                        | 15.7.1970–28.2.1971                                           | Centern       |
| Jord- och skogsbruksminister Nestori Kaasalainen                                             | 1.3.1971–29.10.1971                                           | Centern       |
| Trafikminister Veikko Saarto Kalervo Haapasalo                                               | 15.7.1970–26.3.1971 26.3.1971–29.10.1971                      | DFFF SDP      |
| Handels- och industriminister Arne Berner                                                    | 15.7.1970–29.10.1971                                          | LFP           |
| Minister i handels- och industriministeriet Kalervo Haapasalo Olavi Salonen Olavi J. Mattila | 15.7.1970–26.3.1971 26.3.1971–29.10.1971 16.9.1970–29.10.1971 | SDP opolitisk |
| Social- och hälsovårdsminister Anna-Liisa Tiekso Pekka Kuusi                                 | 15.7.1970–26.3.1971 26.3.1971–29.10.1971                      | DFFF SDP      |
| Minister i social- och hälsovårdsministeriet Katri-Helena Eskelinen Arne Berner              | 15.7.1970–29.10.1971 22.7.1970–29.10.1971                     | Centern LFP   |
| Arbetskraftsminister Veikko Helle                                                            | 15.7.1970–29.10.1971                                          | SDP           |